# Jidvei (Alba)
Jidvei (anciennement Jidveiu, en hongrois: Zsidve, en allemand: Seiden ou Sögden) est une commune du județ d'Alba, en Transylvanie, Roumanie. Elle est composée de cinq villages: Jidvei (siège de la commune), Bălcaciu, Căpâlna de Jos, Feisa et Veseuș.

## Histoire
Parmi les environ 129 participants à la Première Guerre mondiale, 20 n'en sont pas revenus ; dans la Seconde Guerre mondiale, 50 des environ 194 ont péri sur différents fronts. En 1945, 236 hommes et femmes ont été déportés en Union soviétique pour accomplir des travaux forcés, où 26 sont morts.

## Géographie

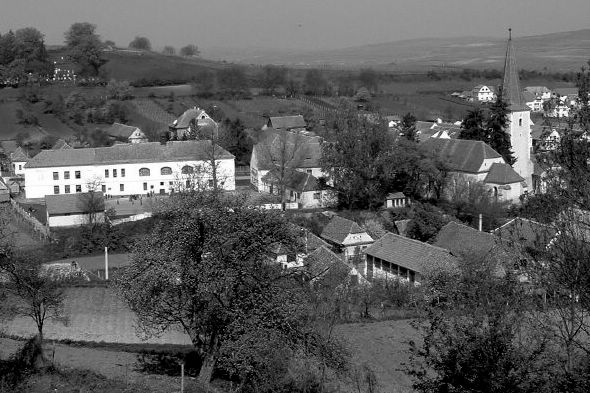
Vue du village de Jidvei

Jidvei est situé à l'est du județ d'Alba, à l'ouest du plateau de Transylvanie. Les villages dont la commune est composée se situent dans des vallées latérales de part et d'autre de la Târnava Mică, Feisa, Jidvei et Bălcaciu rive gauche tandis que Veseuș et Căpâlna de Jos rive droite. Bălcaciu, Jidvei et Feisa sont desservis par la ligne de chemins de fer Blaj – Târnăveni (Vest) – Praid alors que Jidvei et Căpâlna de Jos sont sur la route départementale (Drum județean) DJ 107, à mi-chemin entre Blaj (au sud-ouest) et Târnăveni (au nord-est), distants d'environ 20 km. Le chef-lieu Alba Iulia se situe à environ 55 km au sud-ouest de Jidvei.

## Démographie
D'après le recensement de 2011, la population de la commune de Jidvei se situait à 4 617 habitants, en baisse par rapport au recensement précédent de 2002, où l'on comptait 5 244 habitants. La majorité des habitants sont Roumains (70,11 %). Les minorités principales sont les Roms (23,2 %), Hongrois (2,08 %) et les Allemands (1,19 %). Pour 3,4 % de la population, l'appartenance ethnique n'est pas connue.
| Année | Roumains | Hongrois | Allemands | Juifs | Roms  | Autres | Population totale |
| ----- | -------- | -------- | --------- | ----- | ----- | ------ | ----------------- |
| 1850  | 1 886    | 84       | 2 284     | 3     | 436   | 0      | 4 696             |
| 1920  | 2 551    | 178      | 2 556     | 6     | —     | 294    | 5 575             |
| 1930  | 2 997    | 169      | 2 583     | 14    | 360   | 1      | 6 124             |
| 1941  | 3 372    | 153      | 2 743     | —     | —     | 0      | 6 800             |
| 1977  | 4 419    | 191      | 1 696     | 0     | 413   | 1      | 6 720             |
| 1992  | 3 976    | 173      | 205       | 0     | 999   | 1      | 5 354             |
| 2002  | 4 245    | 145      | 96        | 0     | 758   | 0      | 5 244             |
| 2011  | 3 237    | 96       | 55        | 0     | 1 071 | 157    | 4 617             |

La population totale a culminé à 7 028 habitants en 1966 ; celle des Roumains 4 899 en 2002, celle des Allemands en 1941, celle des Hongrois en 1900 et celle des roms 1 071 en 2011.

### Religion
Du point de vue confessionnel, la majorité des habitants sont orthodoxes (80,31 %), mais il existe des minorités de gréco-catholiques (10,09 %), pentecôtistes (2,49 %) et réformés (1,41 %). Pour 3,44 % de la population, l'appartenance confessionnelle n'est pas connue.

## Politique
| Parti | Parti                                      | Sièges |
| ----- | ------------------------------------------ | ------ |
|       | Parti national libéral (PNL)               | 12     |
|       | Parti social-démocrate (PSD)               | 2      |
|       | Alliance des libéraux et démocrates (ALDE) | 1      |

## Économie
Les occupations principales de la population sont l'agriculture, l'élevage et la viticulture. Grâce à sa grande cave, Jidvei est connu bien au-delà des frontières de la Roumanie.

## Attractions touristiques
- L'église évangélique-luthérienne fortifiée du village Bălcaciu, construite au XIVe siècle
- L'église évangélique-luthérienne du village Veseuș, construite dans le style gothique en 1504
- L'église réformée-calviniste du village de Veseuș, construite en 1784
- L'église orthodoxe Saint-Nicolas de Jidvei
- L'église gréco-catholique Sainte-Trinité de Jidvei
- L'église orthodoxe du village de Căpâlna de Jos
- L'église orthodoxe du village de Veseuș